# Џој (филм)
Џој (енгл. Joy) америчка је биографска комедија из 2015. редитеља и сценаристе Дејвида О. Расела са Џенифер Лоренс у насловној улози.

## Радња
Заснован на животу и успону изумитељке и звезде ТВ шопа, Џој Мангано, филм прати трновити пут вредне, али полуокрњене породице и девојчице која на крају потпуно сама постаје њен блистави матријарх и вођа. Покретала ју је жеља за стварањем као и брига о својим најмилијима, због чега је Џој искусила издају, превару, губитак невиности и љубавне ожиљке, али је у себи пронашла снагу да прати потиснуте снове. Резултат је емотивна комедија о успону једне жене и њеном сналажењу у суровом свету трговине, породичном хаосу и мистеријама инспирације док истовремено проналази непресушни извор среће.

## Главне улоге
| Глумац           | Улога        |
| ---------------- | ------------ |
| Џенифер Лоренс   | Џој Мангано  |
| Роберт де Ниро   | Руди Мангано |
| Бредли Купер     | Нил Вокер    |
| Едгар Рамирез    | Тони Миране  |
| Дајана Лад       | Мими         |
| Вирџинија Мадсен | Тери Мангано |
| Изабела Роселини | Труди        |
| Елизабет Рем     | Пеги         |
| Даша Поланко     | Џеки         |